# 舞子 (砲艦)
|           | |
| 艦歴      | |
| 計画      | |
| 起工      | 1909年 |
| 進水      | 1909年 |
| 就役      | 1910年 |
| 除籍      | 1947年5月3日 |
| 性能諸元  | |
| 排水量    | 常備：95トン 満載：130トン |
| 全長      | 垂線間長：36.5m |
| 全幅      | 6m |
| 吃水      | 0.6m |
| 主缶      | ヤーロー式石炭専焼水管缶1基 |
| 主機      | 直立型三段膨張式三気筒レシプロ機関2基2軸推進                                                                                             |
| 最大 出力 | 250hp |
| 最大 速力 | 「マカオ」時代：11.8ノット 「舞子」時代：5ノット                                                                                         |
| 航続 距離 | |
| 乗員      | 40名 |
| 兵装      | 「マカオ」時代 オチキス 5.7cm（40口径）単装砲2基 7.7mm（80口径）単装機銃2丁 「舞子」時代 三年式 7.6cm（40口径）単装高角砲1基 20mm機銃1丁 |

舞子（まいこ / まひこ）は、日本海軍の砲艦。元はポルトガル海軍の河用砲艦「マカオ (Macau)」で、戦時中に日本海軍が購入した。艦名は神戸市垂水区の景勝地「舞子の浜」にちなんで名づけられた。

## 艦歴
本艦は1909年にイギリスのヤーロー社で起工された小型砲艦で、ポルトガル領マカオの警備艦として発注された艦であった。同年に竣工後、自力回航は無理なために分解して輸送船に乗せて香港へ運ばれ、現地で組み立てられ就役した。
1939年9月に第二次世界大戦が勃発したが、ポルトガルは中立国となり参戦しなかった。その後1941年12月にアジア太平洋地域に戦火が広がり、マカオの周辺を占領した日本海軍がポルトガルとの交渉の上で1943年初頭購入。同年2月末に引き渡され、香港の海軍第二工作部での改装後、8月15日に二等砲艦「舞子」として軍籍簿に編入。佐世保鎮守府籍。第二遣支艦隊、香港方面特別根拠地隊の広東警備隊に編入。以後、香港や広東方面の哨戒に従事した。1944年10月1日に軍艦から除かれ艦艇の砲艦に類別が変更された。
1944年9月、ト号作戦での補給路確保のための水路の掃海に従事。24日には敵機の機銃掃射で警備隊司令小倉大佐以下4名の戦死者を出した。
広東で終戦を迎え、中華民国に接収され、中華民国海軍「武鳳（または舞鳳） Wu-Feng」となったが、1949年に中華人民共和国に投降し中国人民解放軍海軍所属の「3-522」となる。1960年代に除籍された。

### 艦長
（注）1944年10月1日以降は「砲艦長」。
1. 福地好 大尉/少佐：1943年8月15日[4] - 1945年4月29日[5]
2. 土居正雄 大尉：1945年4月29日[5] - 1946年5月14日[6]